# Греве, Матиас
Мати́ас Пе́тер Греве Пе́терсен (дат. Mathias Peter Greve Petersen; род. 11 февраля 1995, Langeskov, Южная Дания) — датский футболист, полузащитник клуба «Брондбю».

## Клубная карьера
Греве — воспитанник клуба «Лангесков» и «Оденсе». 25 июля 2014 года в матче против «Вестшелланн» он дебютировал в датской Суперлиге. 31 мая 2015 года в поединке против «Хобро» Матиас забил свой первый гол за «Оденсе».
В январе 2020 года Греве перешёл в клуб «Раннерс», подписав контракт на три года. 23 февраля 2020 года в матче против «Оденсе» он дебютировал за новую команду. 25 октября в поединке против «Сённерйюска» Матиас забил первый гол за «Раннерс». По итогам сезона, полузащитник стал обладателем Кубка Дании.
Летом 2021 года Греве подписал контракт с клубом «Брондбю». 8 августа в матче против «Копенгагена» Матиас дебютировал в составе клуба. 8 мая 2022 года в поединке против того же «Копенгагена» Греве забил первый гол за команду.